# Карол Рифка Брънт
Карол Рифка Брънт (на английски: Carol Rifka Brunt) е американска писателка на произведения в жанра драма.

## Биография и творчество
Карол Рифка Брънт е родена през 1970 г. в Куинс, Ню Йорк, САЩ. Отраства в Плезънтвил, близо до Ню Йорк. От малка е запалена читателка и сама опитва да пише.
Следва английска и средновековна история в университета на Сейнт Андрюс, Шотландия, но завършва с магистърска степен по философия. Там се омъжва.
След дипломирането си се премества в Амхърст, Масачузетс. Работи с психично болни възрастни хора и младежи с мозъчни увреждания. Заедно с работата си и особено след раждането на първото си дете се включва местна писателска група, и започва да се самообучава и да пише.
После се мести в долината Оканаган в Британска Колумбия. Там ражда второто и третото си дете и посвещава много от времето си в писане на разкази. По това време е публикуван и първия ѝ разказ.
След две години се завръща в Амхърст. Работи в малък вестник като писател и копирайтър, като и като редактор на свободна практика за „Lark Books“. Продължава да пише и нейни разкази са публикувани в няколко литературни издания, включително в „North American Review“ и „The Sun“.
През 2006 г. получава наградата „New Writing Ventures“ (Нови писмени начинания) спонсорирана от Университета на Източна Англия, и допълнителна стипендия от Съвета по изкуствата през 2007 г., за написването на първия си роман. Тя се премества Девън, Англия, където съпругът ѝ работи като астроном, Там завършва ръкописа си.
Дебютният ѝ роман „Кажи на вълците, че съм си у дома“ е издаден през 2012 г. Четиринайсетгодишната Джун Елбус се разбира единствено с чичо си, известният млад художник Фин Вайс. Той е нейният кръстник, довереник и най-добър приятел, но умира от СПИН. След смъртта му ѝ остават само любимият му руски чайник, безценен портрет и една книга със скрито между страниците послание от непознатия Тоби с молба за среща. Романът става бестселър в списъка на „Ню Йорк Таймс“ и е избран за най-добра книга на годината от „The Wall Street Journal“, „O Magazine, Kirkus“, „BookPage“ и „Amazon“. Удостоен с наградата „Алекс“.
Карол Рифка Брънт живее със семейството си в областта Дартмур, Девън, Англия

## Произведения

### Самостоятелни романи
- Tell the Wolves I'm Home (2012)
Кажи на вълците, че съм си у дома, изд. „Millenium“ (2013), прев. Владимир Молев